# Vekselspænding
Ved vekselspænding skifter spændingen retning med en vis frekvens eller med "regelmæssig hyppighed". Størrelsen af en vekselspænding angives normalt som en effektivværdi, altså værdien af den effektmæssigt modsvarende jævnspænding. Kurveformen på lysnettets vekselspænding er sinusformet.
Effektivværdien af en sinusformet spænding {\displaystyle U_{\mathrm {eff} }} er=
{\displaystyle U_{\mathrm {eff} }={\frac {U_{\mathrm {peak} }}{\sqrt {2}}}}
hvor {\displaystyle U_{\mathrm {peak} }} er spidsspændingen (peak betyder spids), dvs. det punkt på sinuskurven, hvor spændingen er højest.
Et eksempel:

Lysnettet i Danmark fører 230 volt vekselspænding. Det er effektivværdien. I virkeligheden når spændingen op på 324 volt i meget korte perioder. Til gengæld er den nul volt på andre tidspunkter. En jævnspænding på 230 volt vil også afsætte 60 watt i en 60-watt pære.